# デスクワン
株式会社デスクワンは東京都文京区に本社を置く、メディアモニタリング及び広報効果分析を専業とする独立系調査会社である。

## 概要
長年の業歴を有するクリッピング会社であり、大手企業を主体とした販路を築いている。
2008年には、北京オリンピックの報道傾向調査を行い、読売新聞、朝日新聞、毎日新聞など全国紙5紙でのオリンピック関連記事の掲載スペースは、広告料金に換算すると589億円8858万円とした。
2009年には、それまで企業を対象に行ってきたCAS（クリッピング・アナリシス・サービス）を全国の大学向けに拡大した。
2010年7月から9月にかけての四半期におけるYahoo!トップニュースの広告換算値は、企業部門のトップがTwitterで3億1100万円、省庁部門では気象庁がトップで9億円以上、大学では東京大学がトップで1億円以上であると発表した。

## サービス
- メディアモニタリング
- 広報効果分析